# Ґегард (монастир)
Ґега́рд (Ґеха́рд) (вірм. Գեղարդ, [geghárd], дослівно — «спис») — монастирський комплекс у провінції Котайк, Вірменія. Розташований в ущелині гірської річки Азат, приблизно за 40 км на південний схід від Єревана. Внесений ЮНЕСКО в список об'єктів Всесвітньої культурної спадщини.
Повніша назва — Ґегардаванк (вірм. Գեղարդավանք, [geghárdavánkh]), дослівно — «Монастир списа». Назва монастирського комплексу походить від списа Лонгина, яким прокололи тіло Ісуса Христа на Хресті, і, як стверджується, привезеного до Вірменії апостолом Тадеєм у числі багатьох інших реліквій. Ця обставина зробила монастир популярним місцем для паломництва вірмен протягом багатьох століть. Нині спис виставлено в скарбниці Ечміадзіну. Назва «Ґегардаванк» фіксується із 1250 року.
Деякі храми монастирського комплексу повністю видовбано у скелях, інші — схожі на печери. На території монастирського комплексу є численні гравірування та окремо розташовані хачкари — традиційні вірменські кам'яні різьблені хрести. Ґегард є одним з найзначніших туристичних місць у Вірменії.
Більшість людей, що приїжджають у Ґегард, також відвідують довколишній храм у Гарні, схожий на Парфенон, розташований нижче за течією Азату. Відвідування обох місць — настільки поширене явище, що вони зазвичай згадуються в парі як «Гарні-Ґегард».

## Історія

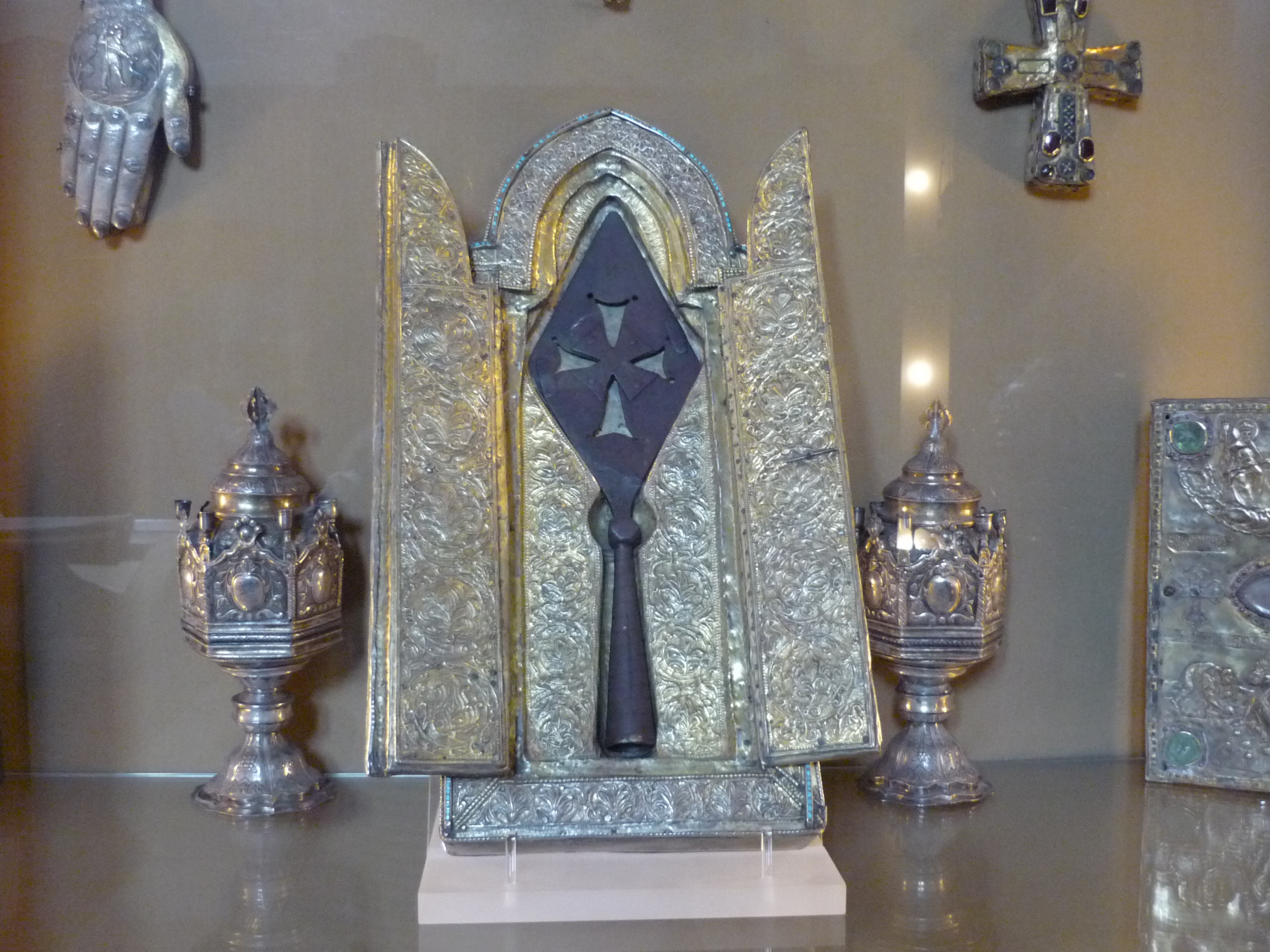
Спис Лонгіна в ковчезі

Монастир був заснований в IV ст. на місці священного джерела, що бере початок у печері. Тому спочатку отримав назву Айріванк (вірм. Այրիվանք), що означає «Монастир печери». За переказами, засновником монастиря був Св. Григорій Просвітитель.
За відомостями вірменських істориків IV, VIII і X ст., монастирський комплекс включав крім релігійних будівель, також добре оснащені житлові та службові будівлі. У 923 році Айріванк дуже серйозно постраждав після захоплення його Насром, віце-регентом арабського халіфа у Вірменії: тоді розграбували всі цінності, включаючи унікальні рукописи, і спалили величні монастирські споруди. До менш значних руйнувань призвели також землетруси. Перший монастир у IX ст. був зруйнований арабами. Зі споруд Айріванка нічого не збереглося.
Попри те, що є написи, що датуються 1160, головна каплиця була побудована в 1215 році під заступництвом братів Закаре та Іване, воєначальників грузинської цариці Тамари, що відвоювали більшу частину Вірменії в турків. Гавіт, що частково вільно стоїть, частково вирізаний у скелі, датований раніше 1225 року, а ряд каплиць, висічених у скелі — серединою XIII ст.
Після цього монастир придбав князь Прош Хахбакян, що був намісником Закарянів і засновником князівства Прош'янів. За короткий період Прош'яни побудували печерні споруди, що принесли Ґегарду заслужену славу — друга печерна церква, родова гробниця, жаматун Папак і Рузакан, зала для зборів і навчання (що обвалилася в середині XX ст.), а також численні келії. Кімната, що простягнулася в північно-східній частині гавіта, в 1283 році стала гробницею князя Проша Хахбакяна. Була також висічена суміжна кімната з гербом роду Прош'янів — орел, що тримає у своїх пазурах ягня. Сходи на заході гавіта ведуть до похоронної кімнати, видовбаної в 1288 році для Папака Прош'яна та його дружини Рузакан. У 1200-х роках Прош'яни обладнали в монастирському комплексі іригаційну систему. В ті часи Ґегард був також відомий як Монастир семи церков і Монастир сорока вівтарів. Все, що оточує монастир — це скелі, печери і хачкари. Монастир не був діючим, а головна церква взимку використовувалася як притулок від карапапахських кочівників до того часу, поки декілька ченців із Ечміадзину після приєднання цієї частини Вірменії до Російської імперії не навели тут лад. Відновлений з метою туризму, монастир, як і раніше, залишається важливим місцем для паломництва.
Окрім Списа Лонгіна Ґегард відомий також іншими реліквіями. Так, мощі апостолів Андрія та Іоанна були подаровані у XII ст. Благочестиві відвідувачі протягом наступних століть обдаровували монастир землею, грошима, рукописами тощо. В одній із печерних келій у XIII ст. жив відомий вірменський історик Мхітар Айріванеці. На кінці рукоятки списа є приєднана до неї ромбоподібна пластина, на якій вирізаний грецький хрест із кінцями, що розширюються. У 1687 році для списа, що зберігається нині в скарбниці Ечміадзіна, був зроблений спеціальний ковчег зі срібла, позолочений зовні, що є характерним виробом ручної роботи для Вірменії XVII ст.

## Комплекс

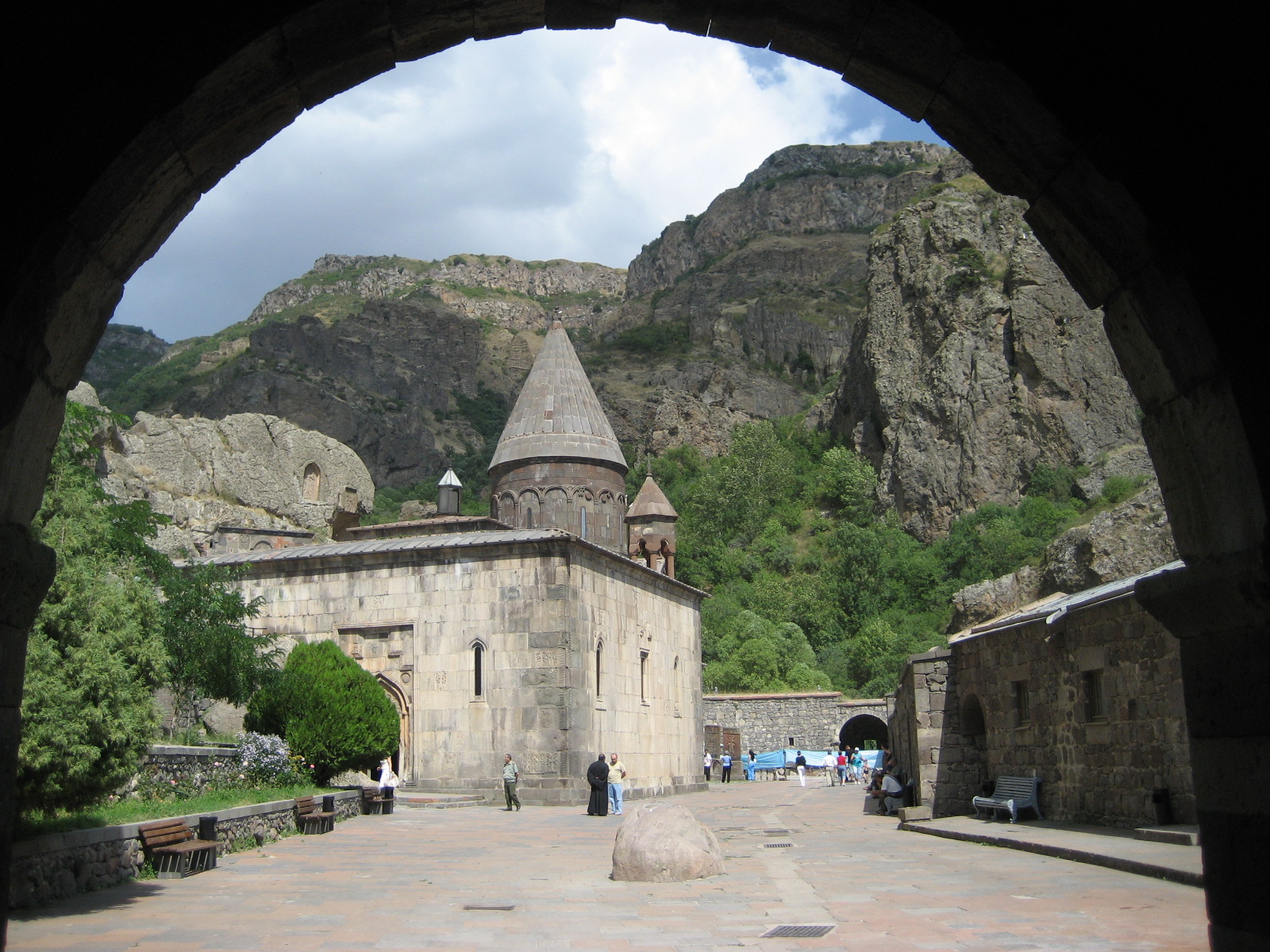
Вхід до монастиря

При підході до головного (західного) входу розташовані невеликі печери, каплиці, хачкари та інші споруди, висічені в схилі пагорба. Праворуч від входу, у скелі розташовано кілька маленьких, неглибоких водойм, у які люди кидають камінці для того, щоб їх бажання здійснилися. Відразу після входу знаходяться фортечні вали, що захищають комплекс із трьох сторін, а також скелі, які захищають четверту. Пройшовши через комплекс, можна побачити другий (східний) вхід, за межами якого знаходиться плита для ритуальних жертвоприношень тварин (матах), а також міст через струмок.
Одно-та двоповерхові службові приміщення, розташовані по периметру монастирського двору, з часів їх спорудження були перебудовані двічі, вперше — в XVII ст., потім — у 1968—1971 рр. Відомо, що більшість ченців жило в келіях, видовбаних всередині скелі, за межами фортечного муру. Скелі покриті вирізаними в них хачкарами. Понад двадцять різних за формою і розмірами структур було видовбано в міцному скельному масиві, що оточує головні печерні споруди. Ті з них, що знаходяться в західній частині комплексу, призначалися для службових цілей, інші — прямокутні каплиці з напівкруглими апсидами, а також вівтар. Є спарені і потрійні каплиці з одним входом, деякі з входів орнаментовані різьбою. Є багато орнаментованих хачкарів, висічених в скелі і на стінах споруд або встановлених на землі, в межах монастирського комплексу, які встановлено на згадку про померлих або в ознаменування святкувань з нагоди дарування.

### Катоґіке

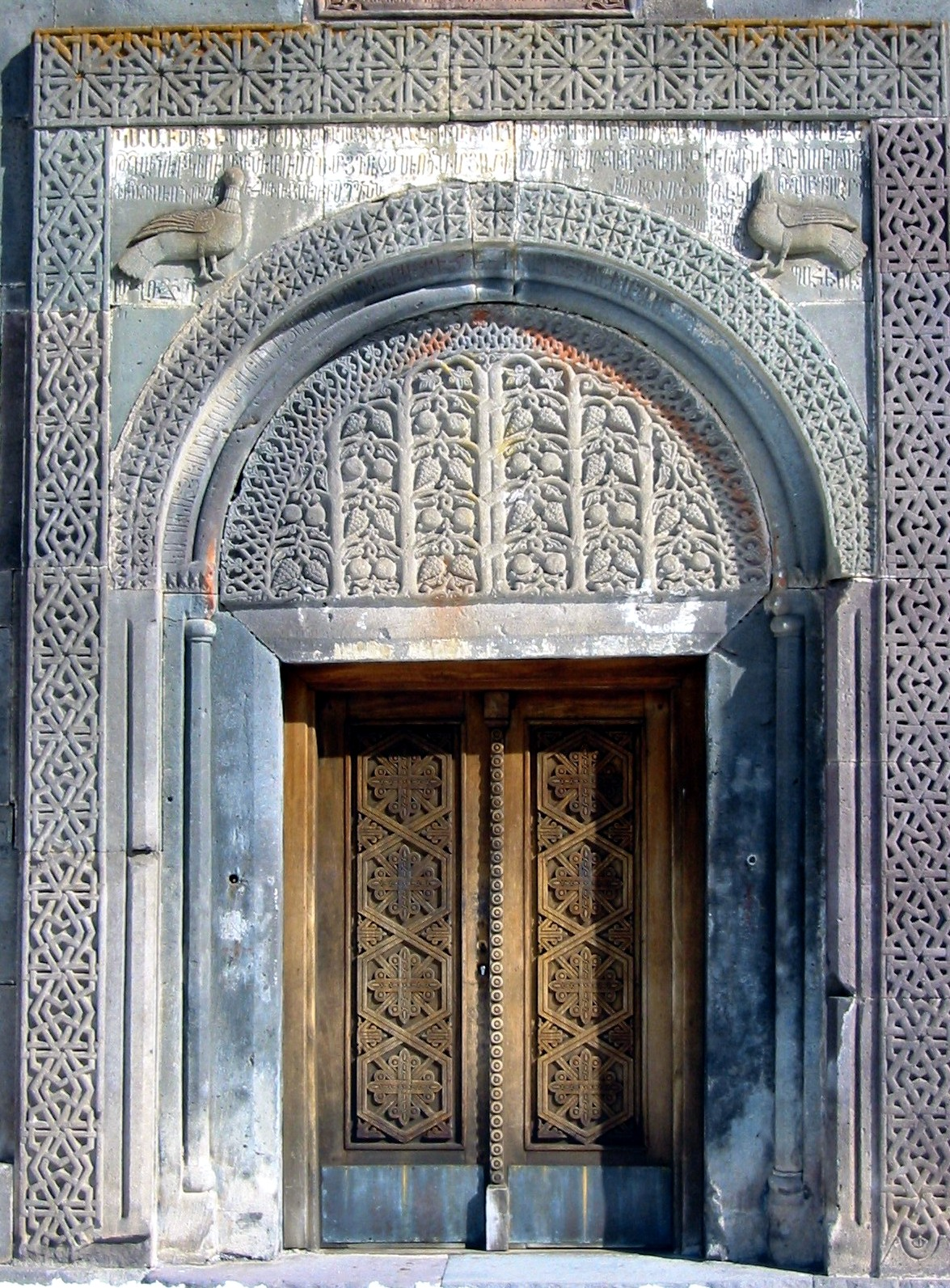
Ворота в церкві Катоґіке

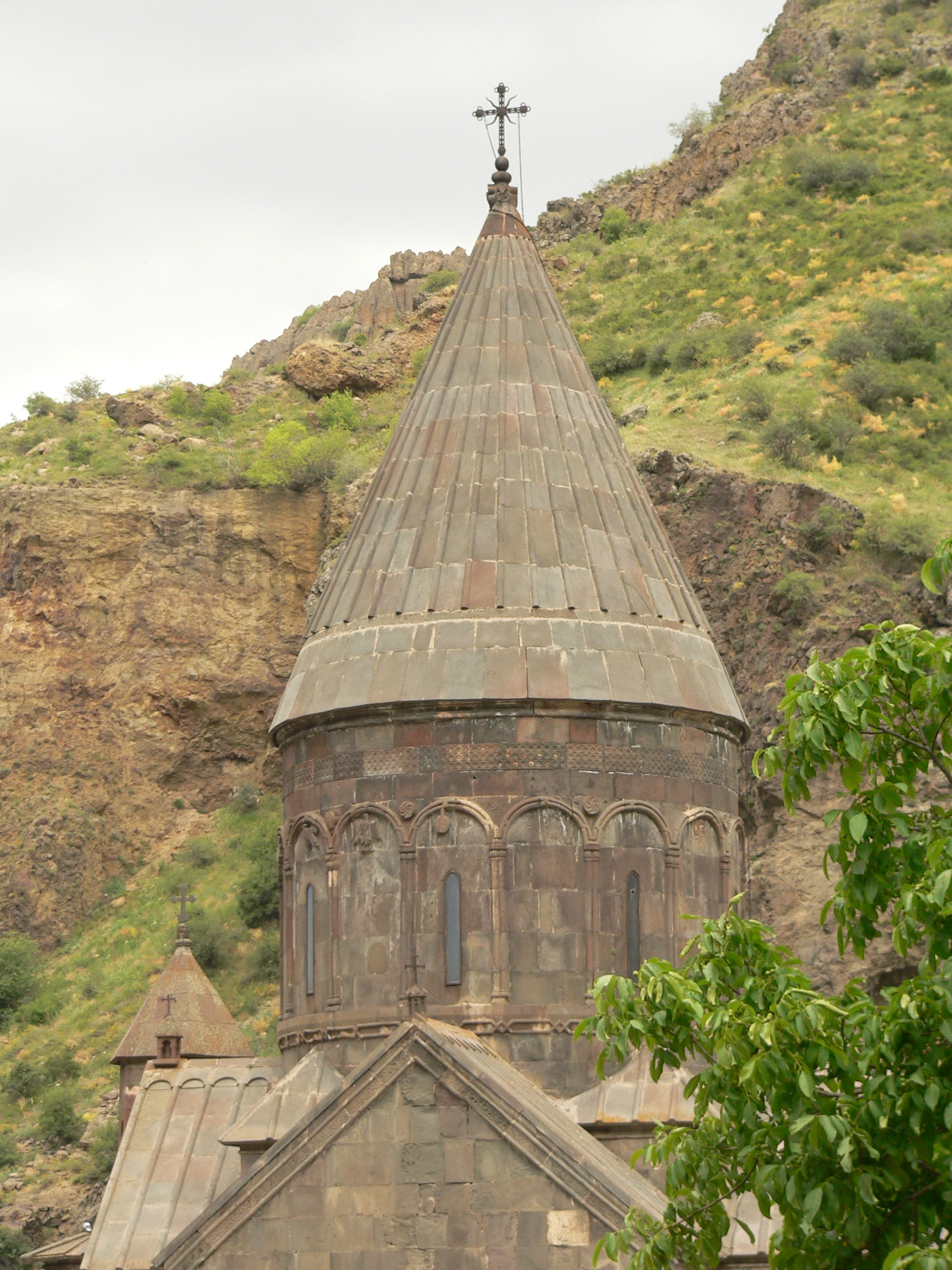
Купол церкви Катоґіке

Попри те, що є написи, що датуються 1160-ми роками, головна церква Катоґіке була побудована в 1215 р. під заступництвом братів Закаре та Іване. Катоґіке — головна церква в комплексі і традиційно найбільш шанована. Церква побудована прямо навпроти неприступної гори. Зовнішні обриси плану нагадують рівноплечий хрест, вписаний в квадрат і вкритий куполом на квадратній основі. По кутах розташовані невеликі двоповерхові каплиці з циліндричними склепіннями і драбинками, що виступають зі стіни. Внутрішні стіни містять багато написів з висвітленням дарування, принесених монастирю.
На південному фасаді Катоґіке встановлені ворота з чудовою різьбою. Тимпан прикрашений зображеннями дерев з плодами гранату, що звисають з їх гілок, а також листям, що переплітаються з гронами винограду. Зображення голубів розташовуються між склепінням і зовнішньою несучою конструкцією. Голови голубів повернені в бік воріт. Над воротами зображена сцена із левом, нападником на бика, що символізує княжу міць.
Склепінчастий верх барабана купола містить докладні рельєфи, що зображають птахів, людські обличчя, голови тварин тощо.

### Ґавіт (притвор)

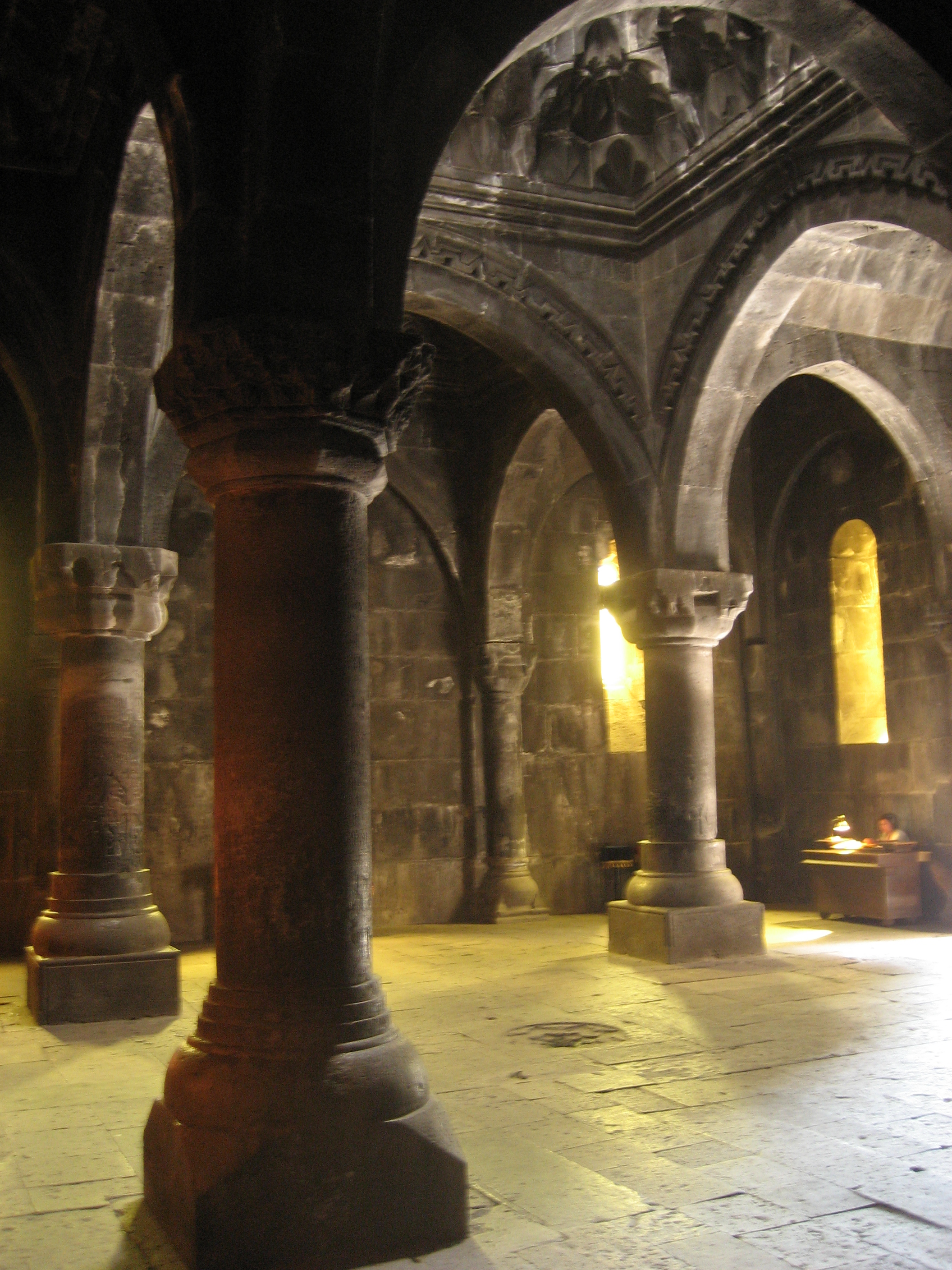
Ґавіт

На захід від головного храму є закріплена в скелі ризниця, побудована між 1215 і 1225 рр., яка пов'язана із головною церквою.
Чотири масивних колони вільно стоять в центрі і підтримують кам'яний дах з отвором в центрі, що пропускає світло. Периферійні приміщення, що виходять внаслідок відповідного розташування колон, мають різні дахи. Ґавіт використовувався для навчання і зборів, а також для прийняття паломників і відвідувачів.
Західні ворота відрізняються від інших воріт того часу формою кромок дверей, які прикрашені чудовими рослинними візерунками. Орнаментація тимпану складається з великих квітів з пелюстками різної форми на сплетених гілках і довгастих листках.

#### Скальная церква з джерелом
Перша печерна церква, Авазан (дослівно — «водоймище»), розташовується на північний захід від ґавіту. Вона була висічена в 1240-х рр. на місці древньої печери із джерелом (місце поклоніння ще за часів язичництва).
Церква цілком висічена в скелі, в плані являє собою рівноплечий хрест. Особливістю внутрішньої частини приміщення є два склепіння із сталактитовим куполом у центрі. Напис говорить, що ця церква є роботою архітектора Ґалдзака, який протягом сорока з невеликим років також займався будівництвом й інших скельних церков і жаматунів. Його ім'я вирізано на підставі перекриття, прикрашеному рельєфами із зображеннями гранатів.
Основний простір церкви, прямокутної в плані, увінчаний кафедрою і з'єднаної з вівтарем апсидою, а також двома глибокими нішами, які надають інтер'єру форму незавершеного хрестоподібного купола. Дві пари гострокінцевих склепінь перехрещуються і утворюють підставу перекриття, а решта тримається на півколонах стін. Так само як і в ґавіті, внутрішня поверхня перекриття вирубана в граціозній формі сталактитів, які також прикрашають капітелі напівколон, а також напівкруглий виступ апсиди вівтаря. Композиційно найцікавіші прикраси південної стіни. Вирізані на ній потрійні дуги із різними за формою апсидами вгорі і внизу з'єднуються за допомогою блискуче виконаних рослинних орнаментів.

#### Жаматун (інший притвор)

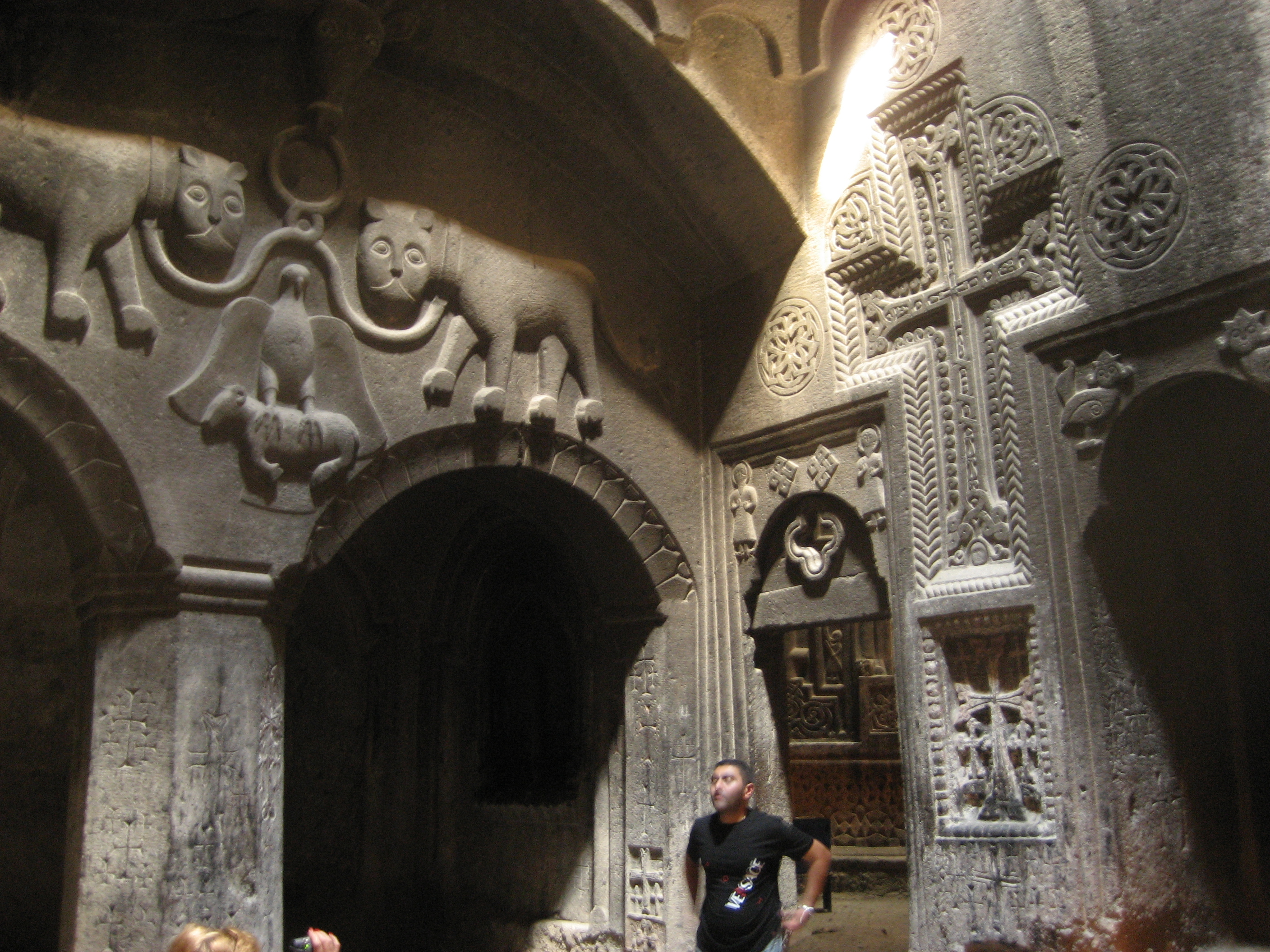
Зображення левів і хрестів на північній та східній стінах жаматуна

Усипальня Прош'янів і друга печерна церква Богоматері (Аствацацин) розташовані в східній частині церкви Авазан. Вони були вирубані ймовірно також Галдзаком в 1283 р. Жаматун представляє із себе практично квадратну видовбану в скелі кімнату із глибоко вирізаними рельєфами на стінах. Цікавим є досить старомодний для того часу рельєф на північній стіні, над склепінчастими проходами: у центрі — голови левів із ланцюгом на шиях, їх голови повернуті до спостерігача; замість пучків хвоста — голови дивляться наверх драконів — все це зближує рельєф із зображеннями язичницьких часів. Між левами, над ланцюгом — орел з напіврозкритими крилами і ягням в пазурах. Ймовірно це герб княжого роду Прош'янів.
Рельєфи східної стіни — не менш мальовничі. Входи до маленької каплички і церква Аствацацин прикрашені прямокутними одвірками, з'єднаними двома рельєфами із зображенням хрестів. На воротах каплиці вирізані зображення сирен, а на стінах церкви — людські постаті із зігнутими в ліктях руками, одягнені в довгі сукні, і з німбами над головами. Можливо, це — члени князівського роду.
Під підлогою знаходиться усипальниця.

#### Скельна церква за жаматуном
Шлях через усипальницю веде до другої скельної церкви. Вона, як зазначено в написі, була побудована в 1283 р. на пожертвування князя Проша. У плані має хрестоподібну форму. Кути — криві, а барабан купола відзначений напівколонами, переміжними із глухими вікнами. Купол прикрашений колом. Поверхня стін містить рельєфи, що зображують тварин, воїнів, хрести, а також рельєфи на рослинні мотиви.
На відміну від сталактитів у формі трилисника і чотирилисника, прикраси церкви Аствацацин (Богоматері) включають орнаменти у вигляді розеток і різних геометричних фігур. Передні ворота кафедри вівтаря прикрашені візерунками у формі прямокутників або ромбів. Реалістичне зображення козла знайдено на стику ступенів вівтаря. На хачкарах, ліворуч від апсиди вівтаря, виявлені людські фігури. Людина із палицею в правій руці і в тій же позі, що й постаті на стінах жаматуна, може бути зображенням князя Проша, засновника церкви. Інша фігура, що тримає спис у лівій руці, опущеною вниз, і дме в піднятий вгору духовий інструмент, зображена практично в профіль.

### Верхній жаматун
Жаматун Папак і Рузакан був побудований в 1288 р. на другому рівні, на північ від усипальниці Прош'янів, як зовнішні сходи (поряд з дверима в ґавіт). Верхній жаматун також вирубаний в скелі. Його форма повторює форму ґавіту. У ньому є гробниці князів Меріка і Григора, а також могили інших принців, нині зниклі. Напис вказує на те, що цей жаматун був добудований в 1288.
У південній частині коридору, що веде у верхній жаматун, вирізані численні хрести. Колони, вирубані в цілісному камені, тримають набагато менші за розмірами напівкруглі арки, які вміщуються в трапецієподібні рами, що представляють в плані квадрат. Вони служать підставою сферичного купола, з вершини якого проникає світло. Отвір у нижньому правому куті дозволяє побачити нижній поверх усипальні.
Цей жаматун має гарну акустику.

## Галерея

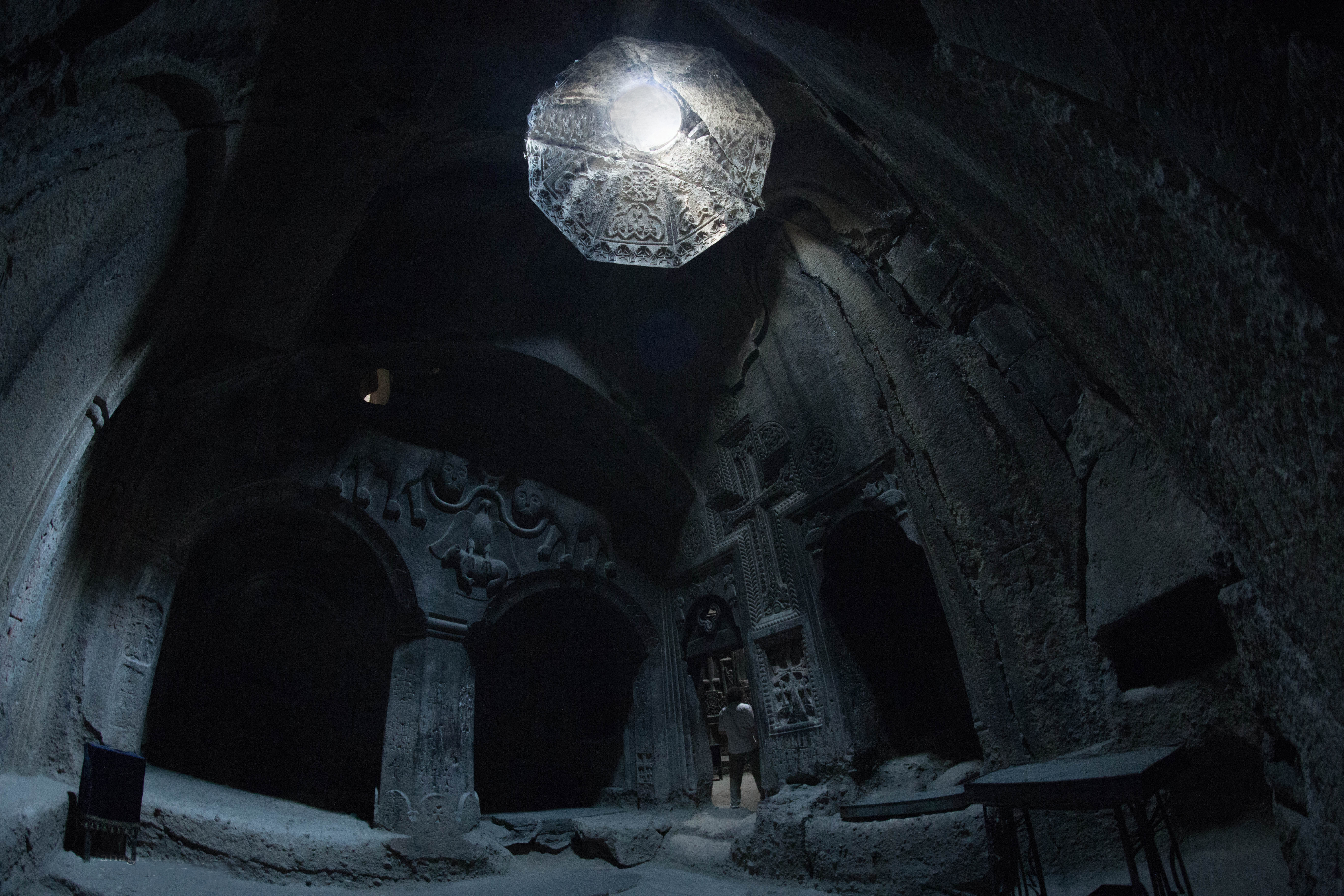
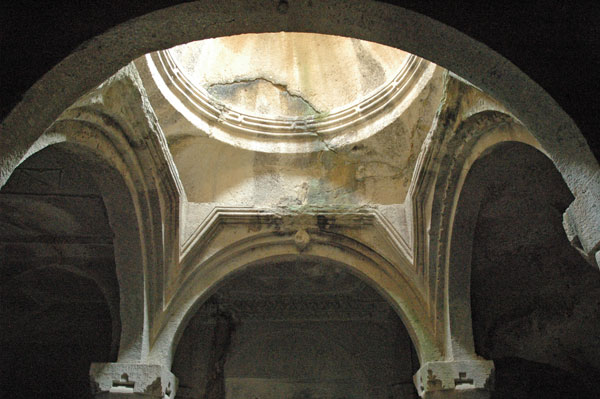
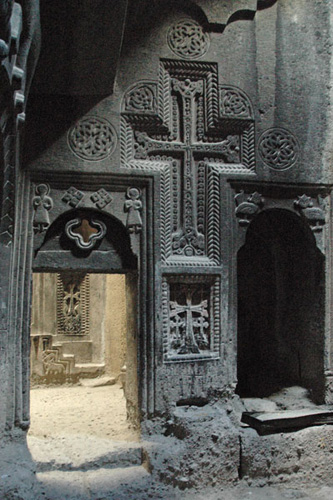
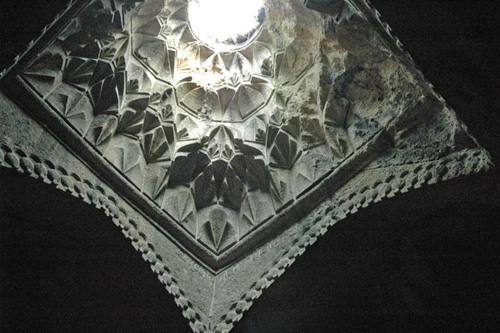
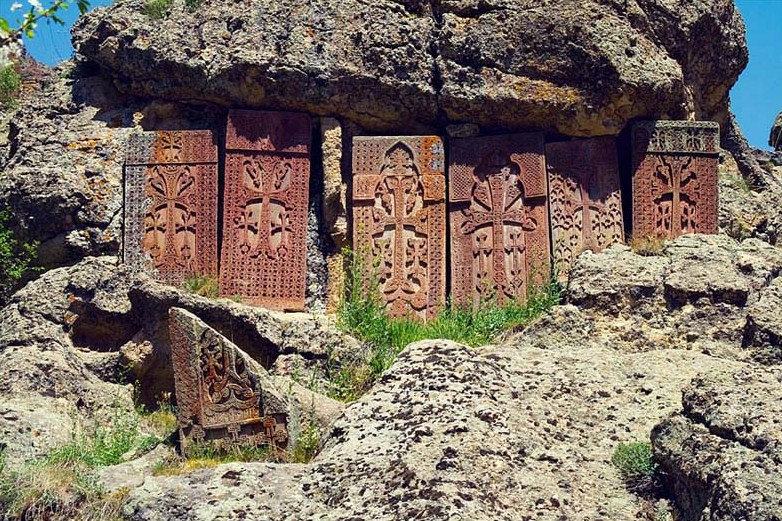

### Каплиця Св. Григорія

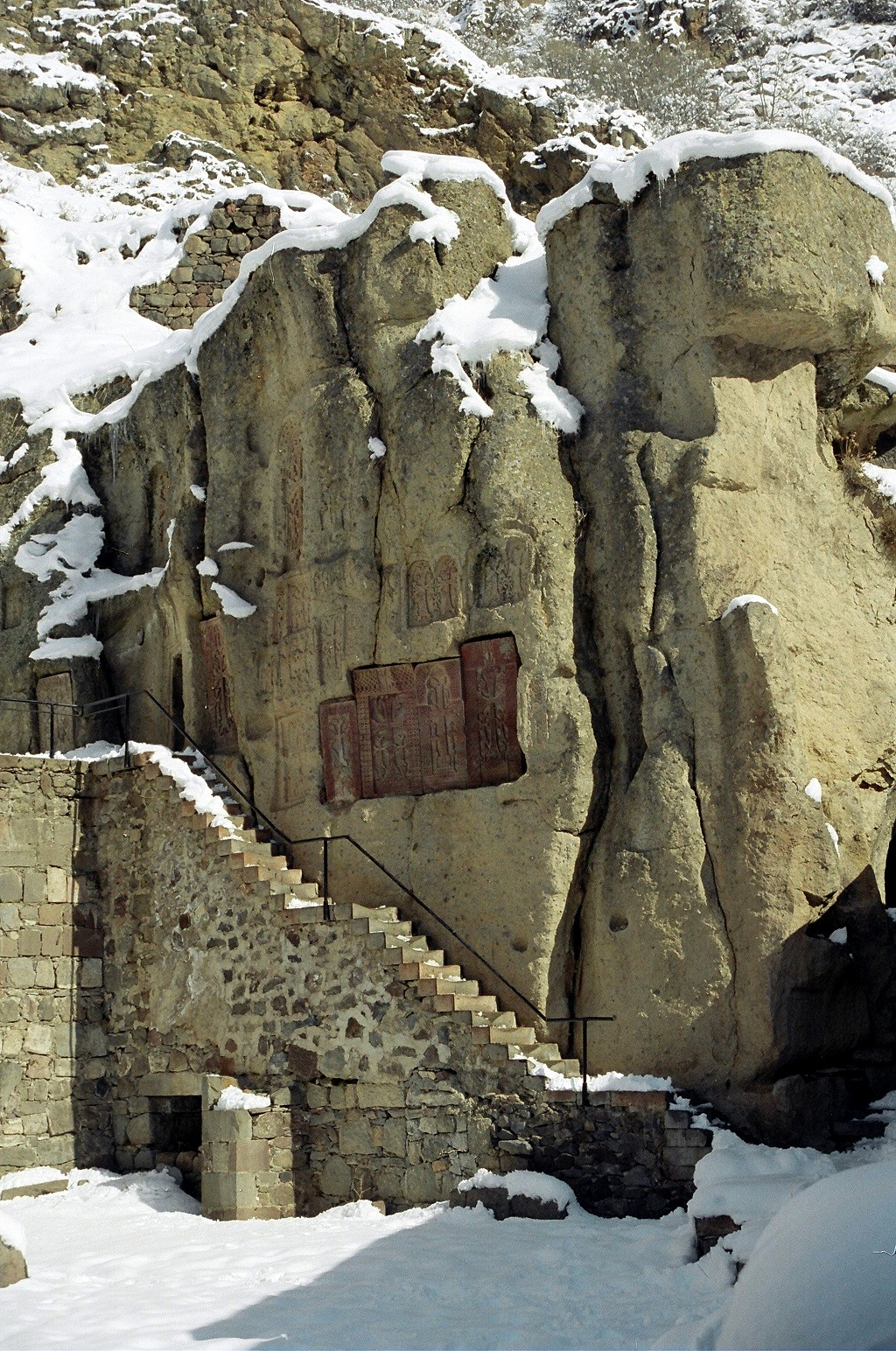

Каплиця Св. Григорія Просвітителя (до цього, Каплиця Богоматері) побудована не пізніше 1177 р. Розташована над дорогою, в ста метрах від входу в монастир. Каплиця частково вирубана у твердій скелі, і, найімовірніше, на її структуру вплинула форма печери, що там була. Каплиця прямокутна в плані і має підковоподібну апсиду, зі сходу та північного сходу примикає до коридорів і прибудов, виритих на різних рівнях і навіть один над іншим. Сліди штукатурки із залишками фресок вказують на те, що в каплиці були зразки настінного розпису. Хачкари із різними орнаментами вставлені в зовнішні стіни, а також вирізані на поверхні прилеглої скелі.